# Franco Cordova
Franco Cordova (ur. 21 czerwca 1944 w Forli) – piłkarz włoski grający na pozycji prawego pomocnika. W czasie kariery piłkarskiej  Nosił przydomek "Ciccio".

## Kariera klubowa
Cordova podchodzi z miasta Forli. Piłkarską karierę rozpoczął w zespole Salernitana Calcio, w którym zadebiutował w 1962 roku w rozgrywkach Serie C. Jednak już po roku trafił do włoskiej ekstraklasy decydując się na transfer do Catanii. W Serie A zadebiutował 22 września 1963 w wygranym 2:0 wyjazdowym meczu z Genoą. W Catanii przez dwa sezony grywał sporadycznie, ale w 1965 roku przeszedł do Interu Mediolan. Z Interem został mistrzem Włoch, ale miał w tym niewielki udział w postaci rozegranego jednego spotkania. Po sezonie został piłkarzem Brescii Calcio, gdzie przez jeden rok występował w wyjściowej jedenastce.
Latem 1967 Cordova podpisał kontrakt z AS Roma. W Romie dopiero w połowie sezonu stał się członkiem pierwszego składu, a także kapitanem zespołu. Rok później z drużyną prowadzoną przez Helenio Herrerę zdobył Puchar Włoch. W sezonie 1969/1970 wystąpił z Romą w Pucharze Zdobywców Pucharów. Doszedł do półfinału, w którym wraz z kolegami klubowymi toczył zacięte boje z Górnikiem Zabrze. W pierwszym meczu w Rzymie padł remis 1:1, w drugim w Chorzowie remis 2:2, a w trzecim decydującym w Strasburgu także remis 1:1. O odpadnięciu Romy zadecydował wówczas rzut monetą. W kolejnych latach nadal grał w pierwszym składzie, ale Roma nie osiągała większych sukcesów.
W 1976 roku Cordova odszedł do odwiecznego lokalnego rywala, S.S. Lazio, co spotkało się z protestami "tifosich" Romy. W pierwszym sezonie zajął z Lazio 5. miejsce w Serie A, ale w dwóch kolejnych były to pozycje w środku tabeli. Sezon 1979/1980 Cordova spędził grając w U.S. Avellino, ale jeszcze w jego trakcie zakończył piłkarską karierę w wieku 36 lat.
| Sezon   | Klub               | Kraj   | Rozgrywki         | Mecze | Bramki |
| ------- | ------------------ | ------ | ----------------- | ----- | ------ |
| 1962/63 | Salernitana Calcio | Włochy | Serie C           | 6     | 1      |
| 1963/64 | Calcio Catania     | Włochy | Serie A           | 5     | 0      |
| 1964/65 | Calcio Catania     | Włochy | Serie A           | 5     | 1      |
| 1965/66 | Inter Mediolan     | Włochy | Serie A           | 1     | 0      |
| 1966/67 | Brescia Calcio     | Włochy | Serie A           | 25    | 0      |
| 1967/68 | AS Roma            | Włochy | Serie A           | 16    | 1      |
| 1968/69 | AS Roma            | Włochy | Serie A           | 19    | 3      |
| 1969/70 | AS Roma            | Włochy | Serie A           | 23    | 0      |
| 1970/71 | AS Roma            | Włochy | Serie A           | 19    | 2      |
| 1971/72 | AS Roma            | Włochy | Serie A           | 25    | 0      |
| 1972/73 | AS Roma            | Włochy | Serie A           | 24    | 1      |
| 1973/74 | AS Roma            | Włochy | Serie A           | 21    | 0      |
| 1974/75 | AS Roma            | Włochy | Serie A           | 27    | 0      |
| 1975/76 | AS Roma            | Włochy | Serie A           | 30    | 0      |
| 1976/77 | S.S. Lazio         | Włochy | Serie A           | 30    | 2      |
| 1977/78 | S.S. Lazio         | Włochy | Serie A           | 27    | 0      |
| 1978/79 | S.S. Lazio         | Włochy | Serie A           | 28    | 0      |
| 1979/80 | US Avellino        | Włochy | Serie A           | 5     | 1      |
|         |                    |        | Łącznie w Serie A | 338   | 13     |

## Kariera reprezentacyjna
W reprezentacji Włoch Cordova zadebiutował 19 kwietnia 1975 roku w zremisowanym 0:0 meczu z Polską, rozegranym na Stadio Olimpico w ramach eliminacji do Euro 76. Swój drugi i ostatni mecz w kadrze rozegrał 2 tygodnie później, gdy Włosi pokonali w Helsinkach Finlandię 1:0.